# Liste der Kulturdenkmale in Podemus
Die Liste der Kulturdenkmale in Podemus umfasst sämtliche Kulturdenkmale der Dresdner Gemarkung Podemus. Grundlage bildet das Denkmalverzeichnis des Themenstadtplans Dresden, das sämtliche bis Januar 2006 vom Landesamt für Denkmalpflege Sachsen erfassten Kulturdenkmale beinhaltet.

## Legende
- Bild: Bild des Kulturdenkmals, ggf. zusätzlich mit einem Link zu weiteren Fotos des Kulturdenkmals im Medienarchiv Wikimedia Commons. Wenn man auf das Kamerasymbol klickt, können Fotos zu Kulturdenkmalen aus dieser Liste hochgeladen werden:
- Bezeichnung: Denkmalgeschützte Objekte und ggf. Bauwerksname des Kulturdenkmals
- Lage: Straßenname und Hausnummer oder Flurstücknummer des Kulturdenkmals. Die Grundsortierung der Liste erfolgt nach dieser Adresse. Der Link (Karte) führt zu verschiedenen Kartendiensten mit der Position des Kulturdenkmals. Fehlt dieser Link, wurden die Koordinaten noch nicht eingetragen. Sind diese bekannt, können sie über ein Tool mit einer Kartenansicht einfach nachgetragen werden. In dieser Kartenansicht sind Kulturdenkmale ohne Koordinaten mit einem roten bzw. orangen Marker dargestellt und können durch Verschieben auf die richtige Position in der Karte mit Koordinaten versehen werden. Kulturdenkmale ohne Bild sind an einem blauen bzw. roten Marker erkennbar.
- Datierung: Baubeginn, Fertigstellung, Datum der Erstnennung oder grobe zeitliche Einordnung entsprechend des Eintrags in der sächsischen Denkmaldatenbank
- Beschreibung: Kurzcharakteristik des Kulturdenkmals entsprechend des Eintrags in der sächsischen Denkmaldatenbank, ggf. ergänzt durch die dort nur selten veröffentlichten Erfassungstexte oder zusätzliche Informationen
- ID: Vom Landesamt für Denkmalpflege Sachsen vergebene, das Kulturdenkmal eindeutig identifizierende Objekt-Nummer. Der Link führt zum PDF-Denkmaldokument des Landesamtes für Denkmalpflege Sachsen. Bei ehemaligen Kulturdenkmalen können die Objektnummern unbekannt sein und deshalb fehlen bzw. die Links von aus der Datenbank entfernten Objektnummern ins Leere führen. Ein ggf. vorhandenes Icon  führt zu den Angaben des Kulturdenkmals bei Wikidata.

## Liste der Kulturdenkmale in Podemus
| Bild           | Bezeichnung | Lage                            | Datierung | Beschreibung | ID       |
| -------------- | --- | ------------------------------- | --- | --- | -------- |
| Weitere Bilder | Wohnstallhaus mit Toreinfahrt und Stützmauer | Altpodemus 1 (Karte)            | bezeichnet 1842 (Wohnstallhaus), bezeichnet 1857 (Toreinfahrt)                                                           | bemerkenswerter Fachwerkbau mit Schleppdach, ortsgeschichtlich von Bedeutung da singulär im Dorfzusammenhang, als Zeugnis ländlicher Architektur und Volksbauweise seiner Zeit baugeschichtlich bedeutend                                                                               | 09283199 |
| Weitere Bilder | Seitengebäude, Scheune, Anbau des Wohnstallhauses und Hofeinfahrt eines Dreiseithofes | Altpodemus 3 (Karte)            | 2. Hälfte 19. Jh. (Dreiseithof)                                                                                          | zeittypische Anlage, massives Seitengebäude mit Krüppelwalmdach und Klinkerakzenten, repräsentative Toreinfahrt, als Zeugnis ländlicher Architektur seiner Zeit baugeschichtlich bedeutend, ortsbildprägend                                                                             | 09283200 |
| Weitere Bilder | Wohnhaus, Seitengebäude, Scheune und Hofeinfahrt eines Dreiseithofes | Podemuser Hauptstraße 7 (Karte) | bezeichnet 1804 (Bauernhaus)                                                                                             | zeittypisches, ortsbildprägendes Anwesen, als Zeugnis ländlicher Architektur und Volksbauweise seiner Zeit baugeschichtlich bedeutend | 09283201 |
| Weitere Bilder | Vorwerk Podemus (ehem.): Wohnstallhaus, Seitengebäude mit Kumthalle, Scheune und Toranlagen eines Vierseithofes | Podemuser Ring 1 (Karte)        | bezeichnet 1800 (Wohnstallhaus), bezeichnet 1793 (Pforte)                                                                | zeittypischer Hof und ehemaliges Vorwerk von Podemus, massive Bauten um 1800, Wohnstallhaus mit Tafel mit Stierrelief, Seitengebäude mit Tafel mit Pferderelief, ortsbildprägendes Anwesen, als Zeugnis ländlicher Architektur und Volksbauweise seiner Zeit baugeschichtlich bedeutend | 09283192 |
| Weitere Bilder | Wohnstallhaus, Scheune, Seitengebäude mit Wagenschuppen und 2 Hofeinfahrten eines Dreiseithofes | Podemuser Ring 2 (Karte)        | bezeichnet 1884 (Wohnstallhaus), bezeichnet 1864 (Scheune)                                                               | massive, zeittypische Bauten mit Satteldächern, Anlage als Zeugnis ländlicher Architektur und Volksbauweise ihrer Zeit baugeschichtlich bedeutend | 09283193 |
| Weitere Bilder | Wohnstallhaus | Podemuser Ring 3 (Karte)        | um 1800 (Wohnstallhaus)                                                                                                  | Bauernhaus mit verputztem Fachwerkobergeschoss und Satteldach, als Zeugnis ländlicher Architektur und Volksbauweise seiner Zeit baugeschichtlich bedeutend | 09283198 |
| Weitere Bilder | Zschoner-Mühle: Hofanlage mit Mühlengebäude einschl. Wasserrad und Kammrad im Inneren, Gesindehaus, Scheune mit Anbau, Torbogen, Mauerresten eines vierten Gebäudes und Reste der Hofpflasterung, dazu Steinbogenbrücke aus gesetztem Sandstein und Bruchsteinmauer um den zur Mühle gehörenden Weinberg | Zschonergrund 2 (Karte)         | bezeichnet 1812 (Haupthaus), um 1690 (Gesindehaus), um 1690 (Scheune), um 1650 (Pflaster), bezeichnet 1730 (Toreinfahrt) | bemerkenswertes Fachwerkensemble, anschaulich erhaltener Mühlen-Komplex, baugeschichtlich, ortsgeschichtlich und technikgeschichtlich bedeutend, zudem in dieser Form und im Großraum Dresden singulär, heute Gasthaus und Kulturzentrum                                                | 09283195 |